# Avenue Félix Marchal
Pour les articles homonymes, voir Félix et Marchal.
L'avenue Félix Marchal (en néerlandais : Félix Marchallaan) est une avenue bruxelloise de la commune de Schaerbeek qui va de la chaussée de Louvain, à hauteur de la place Dailly, jusqu'à l'avenue Milcamps en passant par la rue du Radium, la rue Louis Scutenaire, l'avenue Léon Mahillon, l'avenue Émile Max et le square des Griottiers.

## Histoire et description
Cette avenue porte le nom d'un militaire et homme politique belge, Félix Marchal, né à Saint-Josse-ten-Noode le 5 juin 1836 et décédé à Schaerbeek le 8 octobre 1901.
La numérotation des habitations va de 1A à 45 pour le côté impair et de 2 à 142 pour le côté pair.

## Adresses notables
- no 1A : Maison médicale Le Noyer
- no 1B : Théâtre de La Balsamine
- no 62 : Collège Roi Baudouin

## Galerie de photos

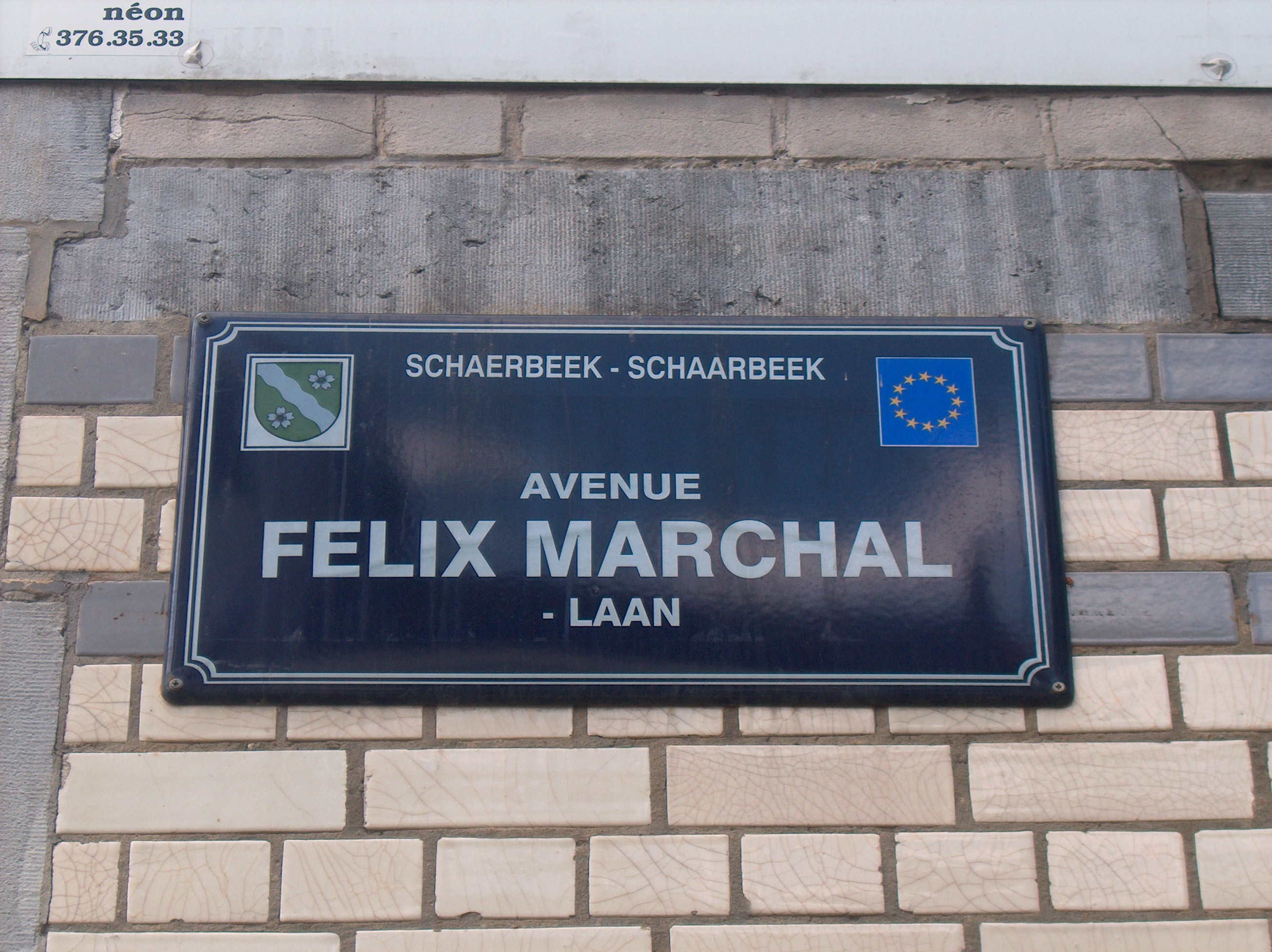
Plaque de rue
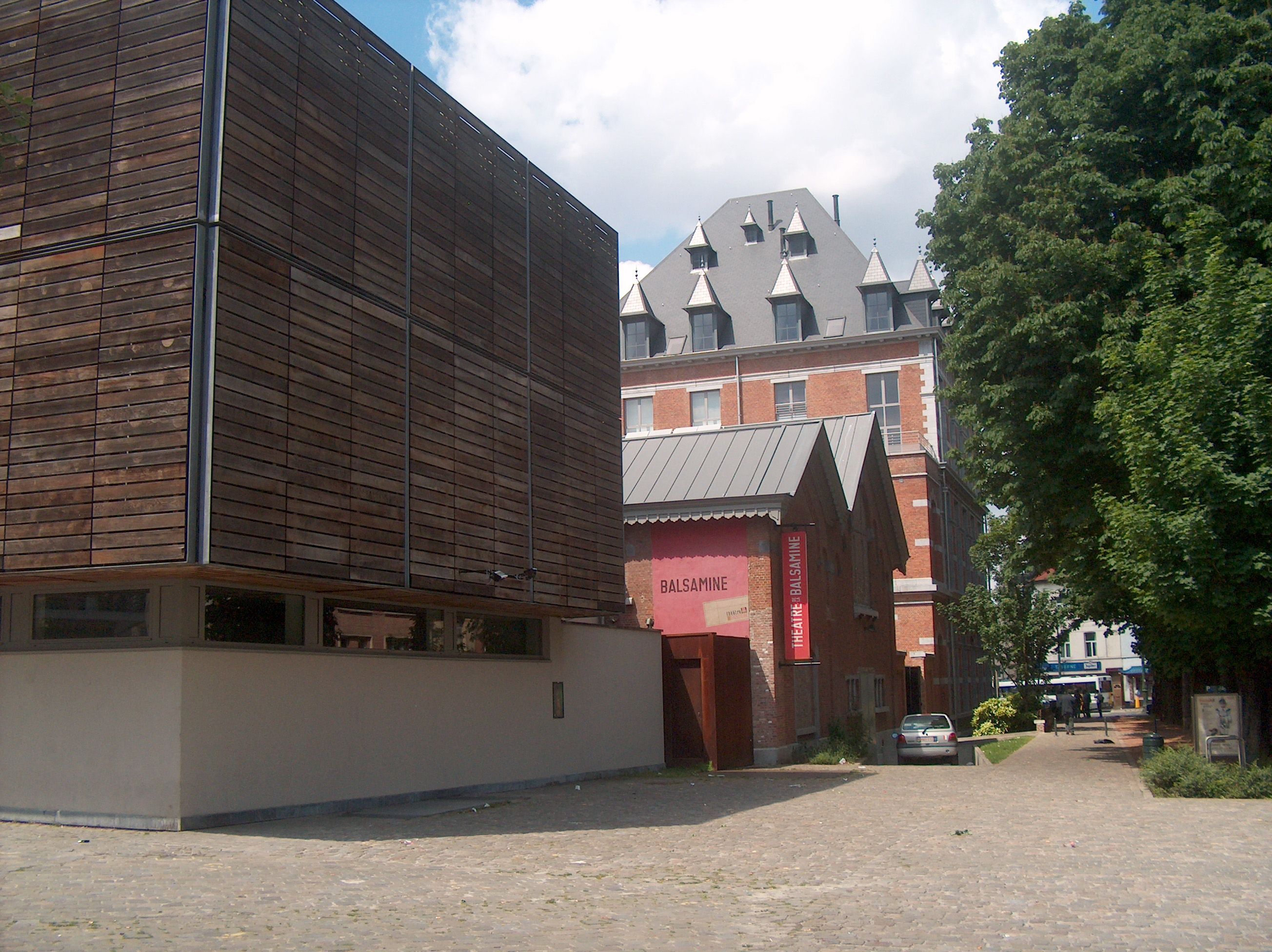
Théâtre de La Balsamine